# Antonio Mohamed
Antonio Ricardo Mohamed Matijevich (Buenos Aires, 2 de abril de 1970), também conhecido como El Turco, é um treinador e ex-futebolista argentino que atuava como atacante. Atualmente comanda o Toluca.
É considerado o maior ídolo do período decadente do tradicional Huracán, do qual é torcedor assumido e onde conseguiu acessos da segunda divisão à primeira como jogador (em 1990) e como treinador (em 2007).

## Carreira como jogador
Apelidado de El Turco por causa de sua ascendência sírio-libanesa, Mohamed começou a carreira como jogador no Huracán, estreando em 11 de junho de 1988 no time adulto. Tradicionalmente visto como o "sexto grande" argentino, o clube estava há dois anos na segunda divisão. Sua qualidade foi logo reconhecida a ponto de ele aparecer nas seleções argentinas juvenis a partir de 1989, mesmo com o acesso não vindo.
A volta à primeira divisão veio na temporada 1989–90, com Mohamed inclusive marcando o gol que garantiu o título da segunda de modo antecipado. A boa fase manteve-se na temporada 1990–91 na elite argentina, na qual Mohamed sobressaiu-se também pelo chamativo visual metrossexual, sendo um dos precursores de adereços como munhequeiras, tiaras nos cabelos, colantes coloridos por baixo dos calções. Ele estreou pela seleção adulta ainda em 19 de fevereiro de 1991, no primeiro jogo da Argentina após a Copa do Mundo FIFA de 1990. Marcou um gol naquela ocasião, na vitória de 2 a 0 sobre a Hungria.
Mohamed terminou convocado à Copa América de 1991, mas só foi utilizado na última partida da fase de grupos, contexto em que a Argentina já se encontrava classificada antecipadamente e o treinador Alfio Basile optou por poupar titulares. El Turco perdera a posição para a revelação Gabriel Batistuta, mas, com o título (o primeiro da Seleção em 32 anos na competição), terminou contratado pela Fiorentina juntamente com ele e Diego Latorre. A diminuta vaga para estrangeiros, contudo, fez a equipe italiana optar por manter apenas Batistuta, emprestando Mohamed e Latorre ao Boca Juniors.
No Boca, ele teve um bom início e conseguiu uma convocação final à seleção para uma partida contra o Resto do Mundo em 29 de outubro. Mas entrou em conflito com a torcida do novo clube a dois dias daquela partida, quando teria falhado propositalmente em chance clara de gol em um primeiro encontro como adversário do Huracán. O lance lhe marcou negativamente e ele ficou meses sem jogar, perdendo espaço também na seleção. Ao fim da temporada 1991–92, seu empréstimo foi redirecionado ao Independiente. No Rojo, ficou por uma temporada e meia, integrando o elenco vice-campeão do Clausura 1993 e que terminou o Apertura 1993 a dois pontos do título.
No início de 1994, El Turco começou sua trajetória no futebol mexicano. No "país dos Astecas", Mohamed atuou em várias equipes: Toros Neza, Monterrey, Marte, Irapuato, Atlante e Celaya. Despediu-se como jogador em 2003, no inexpressivo Zacatepec.

## Carreira como treinador

### Início
Em 2004, iniciou a carreira de treinador pelo mesmo clube onde começou a carreira de atleta, o Huracán. Comandou também o Zacatepec, seu último clube como jogador, Morelia, Querétaro, Jaguares de Chiapas e Veracruz.

### Bons trabalhos na Argentina
Mohamed teve um primeiro ciclo no Huracán em 2005, novamente com o clube há dois anos buscando sair da segunda divisão. O acesso à primeira veio na temporada 2006–07, com o festejo marcado pela emoção do treinador, que havia perdido seu filho Farid em acidente automobilístico na Alemanha um ano antes, quando ambos acompanhavam presencialmente a Copa do Mundo FIFA de 2006. El Turco inicialmente voltou ao Veracruz, mas logo voltou a seu país para assumir o Colón. Conseguiu classificar a equipe santafesina à fase preliminar da Copa Libertadores da América de 2010.
Em 2010, ele voltou ao Independiente no dia 4 de outubro, em meio a uma campanha péssima do Rojo no Apertura. Em paralelo, o clube se mantinha na Copa Sul-Americana de 2010. Em 8 de dezembro, El Turco conquistou o título continental. Na final contra o Goiás, o clube argentino perdeu o primeiro jogo, em Goiânia, por 2 a 0, mas venceu por 3 a 1 no jogo da volta, em Buenos Aires. Após o tempo normal, a partida foi levada para a prorrogação e o Independiente sagrou-se campeão na disputa por pênaltis.
Na ocasião, o tradicional time de Avellaneda encerrou oito anos de jejum geral e quinze anos de jejum continental, enfoque que em contrapartida acarretou em campanha desleixada no restante do Apertura. A baixa pontuação pesaria no sistema de promedios para o inédito rebaixamento consumar-se em 2013. Mohamed deixou o Independiente muito antes da queda, acertando ainda em 2011 com o Tijuana. Na rodada final do Clausura 2011, um confronto direto com o Huracán na rodada final fez público e mídia rememorarem o lance de vinte anos antes, pois seu antigo clube brigava contra novo rebaixamento, pairando-se suspeitas de novo favorecimento. O Independiente, contudo, ganhou por 5 a 1, embora Mohamed se mostrasse visivelmente desconfortável.

### Bons trabalhos no México
De volta ao México, Mohamed ergueu em 2012 o primeiro título mexicano da história do Tijuana. A conquista classificou a equipe pela primeira vez à Copa Libertadores da América, para a edição de 2013. Nela, o clube despertou atenção no Brasil ao quase eliminar o futuro campeão Atlético Mineiro nas quartas de final, no famoso pênalti defendido nos instantes finais pelo goleiro Victor.
Inicialmente, Mohamed voltou ao Huracán, que uma vez mais estava na segunda divisão. Dessa vez, não teve frutos, mas seu renome entre os mexicanos rendeu uma oferta do América, onde terminou como campeão nacional em 2014. O título encerrou nove anos de jejum do clube, mas El Turco não seguiu nele; em 2015, regressou ao Monterrey para três anos de trabalho. Nos Rayados, foi inicialmente duas vezes vice-campeão.

### Má fase
Mohamed assumiu o Celta de Vigo no dia 1 de julho de 2018. Permaneceu no cargo até novembro, onde comandou a equipe em 13 partidas. Também não colheu sucesso em um novo regresso ao Huracán, eliminado na fase de grupos da Copa Libertadores da América de 2019.

### Monterrey
Em dezembro de 2019, levou o Monterrey à conquista do Apertura da Liga MX. A equipe dos Rajados não conquistava o título desde 2010. A vitória foi especial para El Turco (que não conteve as lágrimas de emoção), pois foi a concretização de uma antiga promessa ao seu filho, falecido em 2006, de conquistar o campeonato pelo Monterrey.
Mohamed também foi o comandante da equipe mexicana na Copa do Mundo de Clubes da FIFA de 2019, em que o Monterrey ficou com o 3ª lugar.

### Atlético Mineiro
Foi anunciado oficialmente pelo Atlético Mineiro no dia 13 de janeiro de 2022, assinando contrato até 31 de dezembro, com opção de renovação. El Turco assumiu a equipe após a saída de Cuca, que deixou o Galo em dezembro. Conquistou seu primeiro título pelo clube no dia 20 de fevereiro, contra o Flamengo, em partida válida pela Supercopa do Brasil realizada na Arena Pantanal. Depois de um empate por 2 a 2 no tempo normal, com Nacho Fernández e Hulk marcando para o Atlético, o Galo venceu por 8–7 na disputa por pênaltis. Alcançou sua segunda conquista com o clube no Campeonato Mineiro, quando superou o rival Cruzeiro na final por 3 a 1, com dois gols do atacante Hulk e um do meia Nacho Fernández. O triunfo veio no dia de seu aniversário de 52 anos, fazendo com que El Turco chegasse a dois títulos e uma derrota no currículo até então pelo Galo.
Foi desligado do cargo de treinador do Atlético no dia 22 de julho, após uma série de maus resultados no Campeonato Brasileiro e a eliminação nas oitavas de final da Copa do Brasil. Deixou o comando do alvinegro após 18 rodadas do Brasileirão (8V/8E/2D), oito jogos da Copa Libertadores da América (4V/3E/1D) e mais quatro partidas disputadas pelo clube na Copa do Brasil (3V/1D). Em números gerais, El Turco despediu-se de Belo Horizonte com 45 jogos: 27 vitórias, 13 empates e cinco derrotas; um aproveitamento de 69,6%. Foram cinco campeonatos disputados, dois vencidos, e um legado de simpatia e inconsistência tática num time que acabara de passar por uma de suas maiores temporadas da história.

#### Jogos pelo Atlético
Legenda:      Vitória /      Empate/      Derrota
| Nº   | Data            | Competição            | Local                | Placar      | Adversário           | Ref.          |
| 2022 | 2022            | 2022                  | 2022                 | 2022        | 2022                 | 2022          |
| ---- | --------------- | --------------------- | -------------------- | ----------- | -------------------- | ------------- |
| 1    | 26 de janeiro   | Campeonato Mineiro    | Nova Lima            | 1–1         | Villa Nova           | [ 15 ] [ 16 ] |
| 2    | 29 de janeiro   | Campeonato Mineiro    | Belo Horizonte       | 3–0         | Tombense             | [ 15 ] [ 16 ] |
| 3    | 2 de fevereiro  | Campeonato Mineiro    | Uberlândia           | 0–4         | Uberlândia           | [ 15 ] [ 16 ] |
| 4    | 6 de fevereiro  | Campeonato Mineiro    | Belo Horizonte       | 3–0         | Patrocinense         | [ 15 ] [ 16 ] |
| 5    | 9 de fevereiro  | Campeonato Mineiro    | Patos de Minas       | 1–0         | URT                  | [ 15 ] [ 16 ] |
| 6    | 12 de fevereiro | Campeonato Mineiro    | Belo Horizonte       | 0–2         | América              | [ 15 ] [ 16 ] |
| 7    | 16 de fevereiro | Campeonato Mineiro    | Belo Horizonte       | 1–0         | Athletic             | [ 15 ] [ 16 ] |
| 8    | 20 de fevereiro | Supercopa do Brasil   | Cuiabá               | 2–2 P (8–7) | Flamengo             | [ 15 ] [ 16 ] |
| 9    | 26 de fevereiro | Campeonato Mineiro    | Pouso Alegre         | 2–3         | Pouso Alegre         | [ 15 ] [ 16 ] |
| 10   | 5 de março      | Campeonato Mineiro    | Belo Horizonte       | 2–1         | Cruzeiro             | [ 15 ] [ 16 ] |
| 11   | 12 de março     | Campeonato Mineiro    | Governador Valadares | 0–1         | Democrata            | [ 15 ] [ 16 ] |
| 12   | 19 de março     | Campeonato Mineiro    | Belo Horizonte       | 3-0         | Caldense             | [ 15 ] [ 16 ] |
| 13   | 23 de março     | Campeonato Mineiro    | Belo Horizonte       | 2-0         | Caldense             | [ 15 ] [ 16 ] |
| 14   | 27 de março     | Campeonato Mineiro    | Belo Horizonte       | 3-0         | Caldense             | [ 15 ] [ 16 ] |
| 15   | 03 de abril     | Campeonato Mineiro    | Belo Horizonte       | 3-1         | Cruzeiro             | [ 15 ] [ 16 ] |
| 16   | 06 de abril     | Copa Libertadores     | Ibagué - COL         | 0–2         | Tolima               | [ 15 ] [ 16 ] |
| 17   | 10 de abril     | Campeonato Brasileiro | Belo Horizonte       | 2-0         | Internacional        | [ 15 ] [ 16 ] |
| 18   | 13 de abril     | Copa Libertadores     | Belo Horizonte       | 1–1         | América              | [ 15 ] [ 16 ] |
| 19   | 17 de abril     | Campeonato Brasileiro | Curitiba             | 0–1         | Athletico Paranaense | [ 15 ] [ 16 ] |
| 20   | 20 de abril     | Copa do Brasil        | Belo Horizonte       | 3-0         | Brasiliense          | [ 15 ] [ 16 ] |
| 21   | 23 de abril     | Campeonato Brasileiro | Belo Horizonte       | 2–2         | Coritiba             | [ 15 ] [ 16 ] |
| 22   | 26 de abril     | Copa Libertadores     | Quito - EQU          | 1–1         | Ind. Del Valle       | [ 15 ] [ 16 ] |
| 23   | 30 de abril     | Campeonato Brasileiro | Goiânia              | 2-2         | Goiás                | [ 15 ] [ 16 ] |
| 24   | 03 de maio      | Copa Libertadores     | Belo Horizonte       | 1–2         | América              | [ 15 ] [ 16 ] |
| 25   | 07 de maio      | Campeonato Brasileiro | Belo Horizonte       | 1–2         | América              | [ 15 ] [ 16 ] |
| 26   | 11 de maio      | Campeonato Brasileiro | Bragança Paulista    | 1-1         | Bragantino           | [ 15 ] [ 16 ] |
| 27   | 14 de maio      | Campeonato Brasileiro | Belo Horizonte       | 2–0         | Atlético Goianiense  | [ 15 ] [ 16 ] |
| 28   | 19 de maio      | Copa Libertadores     | Belo Horizonte       | 3–1         | Ind. Del Valle       | [ 15 ] [ 16 ] |
| 29   | 22 de maio      | Copa do Brasil        | Cariacica            | 0–1         | Brasiliense          | [ 15 ] [ 16 ] |
| 30   | 25 de maio      | Copa Libertadores     | Belo Horizonte       | 1–2         | Tolima               | [ 15 ] [ 16 ] |
| 31   | 29 de maio      | Campeonato Brasileiro | Belo Horizonte       | 2–1         | Avaí                 | [ 15 ] [ 16 ] |
| 32   | 05 de junho     | Campeonato Brasileiro | São Paulo            | 0-0         | Palmeiras            | [ 15 ] [ 16 ] |
| 33   | 08 de junho     | Campeonato Brasileiro | Rio de Janeiro       | 5–3         | Fluminense           | [ 15 ] [ 16 ] |
| 34   | 11 de junho     | Campeonato Brasileiro | Belo Horizonte       | 1-1         | Santos               | [ 15 ] [ 16 ] |
| 35   | 15 de junho     | Campeonato Brasileiro | Fortaleza            | 0-0         | Ceará                | [ 15 ] [ 16 ] |
| 36   | 19 de junho     | Campeonato Brasileiro | Belo Horizonte       | 2–0         | Flamengo             | [ 15 ] [ 16 ] |
| 37   | 22 de junho     | Copa do Brasil        | Belo Horizonte       | 2–1         | Flamengo             | [ 15 ] [ 16 ] |
| 38   | 25 de junho     | Campeonato Brasileiro | Belo Horizonte       | 3–2         | Fortaleza            | [ 15 ] [ 16 ] |
| 39   | 28 de junho     | Copa Libertadores     | Guayaquil - EQU      | 1-1         | Emelec               | [ 15 ] [ 16 ] |
| 40   | 02 de julho     | Campeonato Brasileiro | Caxias do sul        | 1–2         | Juventude            | [ 15 ] [ 16 ] |
| 41   | 05 de julho     | Copa Libertadores     | Belo Horizonte       | 1–0         | Emelec               | [ 15 ] [ 16 ] |
| 42   | 10 de julho     | Campeonato Brasileiro | Belo Horizonte       | 0-0         | São Paulo            | [ 15 ] [ 16 ] |
| 43   | 13 de julho     | Copa do Brasil        | Rio de Janeiro       | 2–0         | Flamengo             | [ 15 ] [ 16 ] |
| 44   | 17 de julho     | Campeonato Brasileiro | Rio de Janeiro       | 0–1         | Botafogo             | [ 15 ] [ 16 ] |
| 45   | 21 de julho     | Campeonato Brasileiro | Cuiabá               | 1-1         | Cuiabá               | [ 15 ] [ 16 ] |

## Estatísticas como treinador
Atualizadas até 12 de dezembro de 2023
| Clube            | Início                  | Até                    | Jogos | Jogos | Jogos | Jogos | Jogos | Jogos | Jogos | Jogos |
| Clube            | Início                  | Até                    | J     | V     | E     | D     | GP    | GC    | SG    | %     |
| ---------------- | ----------------------- | ---------------------- | ----- | ----- | ----- | ----- | ----- | ----- | ----- | ----- |
| Zacatepec        | Julho de 2003           | Janeiro de 2004        | 30    | 14    | 8     | 8     | 56    | 38    | +17   | 55.56 |
| Monarcas Morelia | 24 de fevereiro de 2004 | 30 de junho de 2004    | 13    | 6     | 2     | 5     | 20    | 25    | -5    | 51.28 |
| Querétaro        | Julho de 2004           | Fevereiro de 2005      | 29    | 12    | 9     | 8     | 55    | 49    | +6    | 51.72 |
| Chiapas          | Fevereiro de 2005       | Abril de 2005          | 6     | 1     | 2     | 3     | 4     | 7     | -3    | 27.77 |
| Veracruz         | 9 de outubro de 2007    | 27 de janeiro de 2008  | 8     | 2     | 2     | 4     | 7     | 18    | -11   | 33.33 |
| Colón            | 19 de março de 2008     | 21 de setembro de 2010 | 97    | 36    | 32    | 29    | 137   | 125   | +12   | 48.11 |
| Independiente    | 4 de outubro de 2010    | 4 de setembro de 2011  | 47    | 14    | 18    | 15    | 60    | 56    | +4    | 42.55 |
| Tijuana          | 19 de setembro de 2011  | 24 de maio de 2013     | 84    | 36    | 32    | 16    | 109   | 82    | +27   | 55.56 |
| América          | 17 de dezembro de 2013  | 14 de dezembro de 2014 | 46    | 23    | 10    | 13    | 81    | 46    | +35   | 57.24 |
| Celta de Vigo    | 22 de maio de 2018      | 12 de novembro de 2018 | 13    | 3     | 6     | 4     | 23    | 21    | +2    | 38.46 |
| Huracán          | 28 de dezembro de 2018  | 23 de abril de 2019    | 123   | 49    | 29    | 45    | 161   | 144   | +17   | 47.70 |
| Monterrey        | 9 de outubro de 2019    | 25 de novembro de 2020 | 225   | 106   | 61    | 58    | 88    | 65    | +23   | 56.14 |
| Atlético Mineiro | 13 de janeiro de 2022   | 22 de julho de 2022    | 45    | 27    | 13    | 5     | 77    | 36    | +41   | 69.63 |
| Pumas            | 27 de Março de 2023     | 12 de Dezembro de 2023 | 27    | 12    | 7     | 8     | 44    | 30    | +13   | 67.51 |

## Títulos

### Como jogador
Huracán
- Primera B Nacional: 1989–90

Seleção Argentina
- Copa América: 1991

### Como treinador
Independiente
- Copa Sul-Americana: 2010

Tijuana
- Campeonato Mexicano: 2012 (Apertura)

América
- Campeonato Mexicano: 2014 (Apertura)

Monterrey
- Campeonato Mexicano: 2019 (Apertura)
- Copa México: 2017 e 2019–20

Atlético Mineiro
- Supercopa do Brasil: 2022
- Campeonato Mineiro: 2022

Toluca
- Campeonato Mexicano: Clausura 2025

### Prêmios individuais
- Melhor Treinador do Campeonato Mexicano: 2015 e 2016[17][18]
- Melhor Treinador do Campeonato Mineiro: 2022[19]